# 스티븐 레빗
스티븐 데이비드 레빗(Steven David Levitt, 1967년 5월 29일 ~ )은 미국의 경제학자이다. 2003년에 존 베이츠 클라크 메달을 수상하였다. 스티븐 더브너와 함께 《괴짜 경제학》을 공동 저술하였다.